# 시부야강

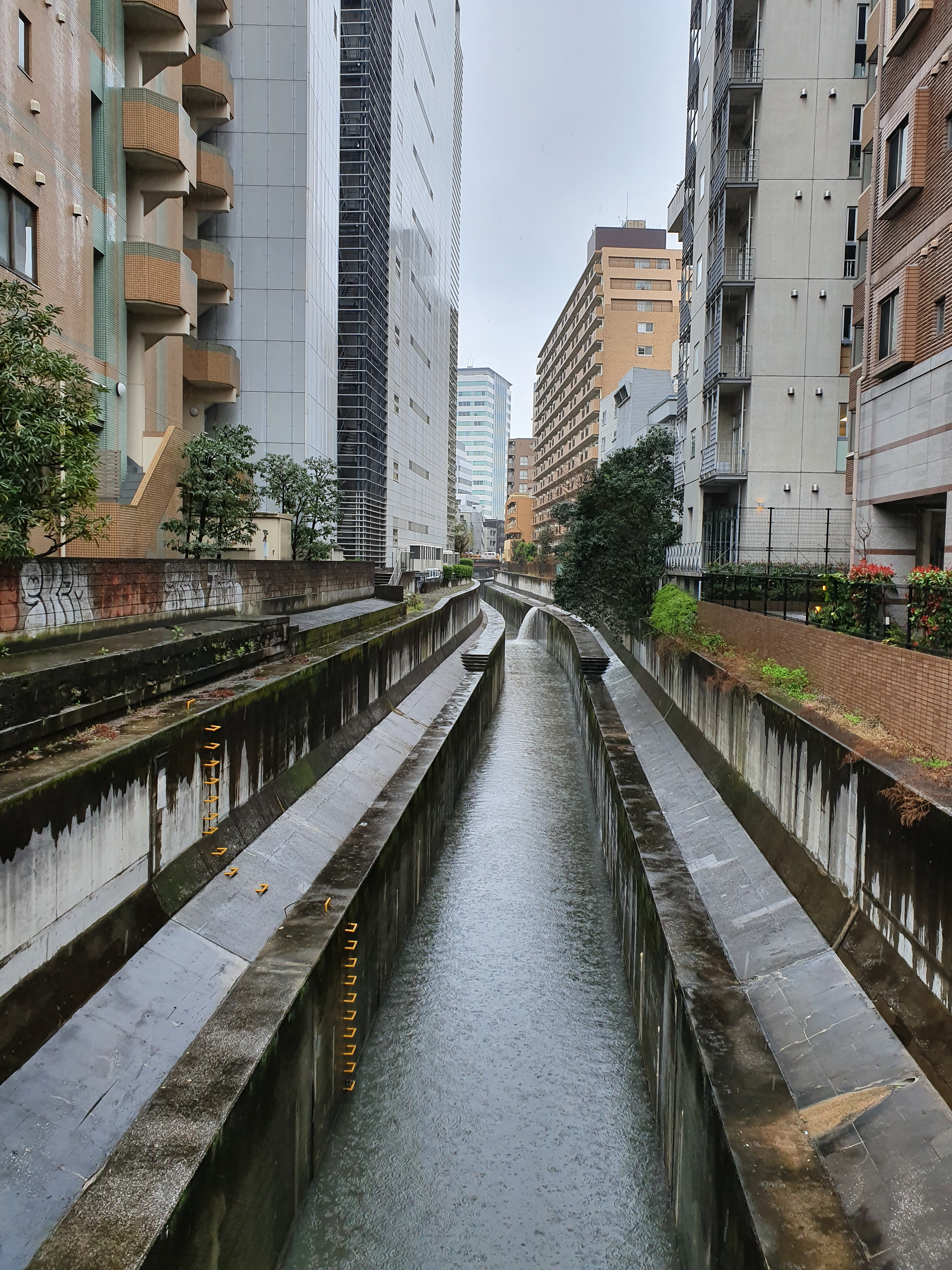
시부야강

시부야강(일본어: 渋 谷川)은 일본 도쿄도의 중심부를 흐르는 강이다. 시부야강은 길이 2.6 km로 시부야역 근처에서 발원해, 시부야구와 미나토구를 지나 히로오 근처에서 후루강과 합쳐져 시바 공원 근처에서 도쿄만으로 흐른다. 강 하류에는 강 위로 수도고속도로 도심 환상선이 지나간다.

## 같이 보기
- 하라주쿠